# Бойтельсбаський консенсус
Бойтельсбаський консенсус (нім. Beutelsbacher konsens, англ. Beutelsbach Consensus) — основні рамкові принципи функціонування політичної освіти в Німеччині, які виступають своєрідним етичним кодексом для вчителів та викладачів суспільних дисциплін. Ця концепція базується на цінностях і тлумаченні демократії, визначених у німецькій конституції. Вона є «неупередженою, але не безсторонньою», а також є частиною німецької післявоєнної концепції «подолання минулого» (нім. Vergangenheitsbewältigung).
Бойтельсбаський консенсус був випрацюваний за підсумками конференції викладачів різних освітніх закладів, що відбулась у 1976 році у Бойтельсбасі, де обговорювалася потреба уникнення індоктринації.
Сьогодні політична освіта (politische Bildung) в Німеччині це широка система суспільного виховання, наукових досліджень у цій сфері, а також теоретичних концепцій подолання соціальних проблем шляхом роз'яснення ймовірних напрямків їх рішення і надання можливості вибору з них. Вона охоплює школи і вищі навчальні заклади, державні і громадські організації, приватні фонди і просвітительські установи.
Політична освіта, на думку німецьких фахівців, має починатися там, де виникає загроза згуртованості суспільства в умовах ліберальної демократії. Водночас, політична освіта має сприяти й розвитку здатності людей до толерантності, конструктивної критики, вирішення конфліктів та розбудови плюралістичного суспільства.

## Принципи
Згідно з Бойтельсбаським консенсусом політична освіта повинна керуватися трьома основними принципами: забороною на індоктринацію (нав'язування єдиної правильного погляду), вимогою уваги до протиріч і принципом адресної орієнтації на цільові групи здобувачів політичної освіти.
1. Заборона на нав'язування політичних поглядів, переконань чи цінностей. Не дозволяється жодними засобами переконувати учня з метою формування в нього тих чи інших бажаних думок, перешкоджаючи йому в такий спосіб у «набутті незалежного судження». Саме заборона на переконування встановлює межу між політичною освітою та маніпулюванням, індоктринацією. Остання несумісна з роллю педагога в демократичному суспільстві і метою формування учня як соціально зрілої особистості. Саме в цьому пункті проходить межа між політичною освітою та вихованням. Навчання несумісне з роллю вчителя в демократичному суспільстві та загальновизнаною метою зробити учнів здатними до незалежного судження (нім. Mündigkeit).
2. Навчання суперечливих тем як суперечливих. Питання, які є суперечливими в інтелектуальних і політичних справах, також повинні викладатися як суперечливі в освітніх процесі. Ця вимога дуже тісно пов'язана з першим пунктом, бо якщо різні трактування випадають з поля зору, інші підхди пригнічуються, а альтернативи залишаються необговореними. Тоді відкривається шлях до індоктринації. Ми повинні запитати, чи насправді вчителі відіграють коригувальну роль, тобто чи повинні вони спеціально викладати такі точки зору та альтернативи, які є чужими для соціального та політичного походження учнів або студентів. Цей принцип пояснює, чому особиста позиція вчителя, його науковотеоретична підготовка та політична думка стають відносно нецікавими в шкільній освіті.
3. Надання значення особистим інтересам учнів. Учень повинен мати змогу та вміти аналізувати політичну ситуацію та власні інтереси, і як впливати на суспільство в реалістичний спосіб, щоб просувати ці інтереси. Така мета передбачає зосередження шкільної освіти на набутті необхідних операційних навичках та можливостях залучення до суспільної діяльності і є логічним наслідком перших двох принципів, викладених вище.[4]

## Федеральне відомство політичної освіти
У Німеччині склалося об'єднання провідників політичної освіти, до якого входять Федеральний комітет політичної освіти (bap), спільна ініціатива провідників політичної освіти для молоді (gemini) і Коло католицьких соціальних освітніх центрів (ККСОЦ).
Інтегруючим центром цієї системи є Федеральне відомство політичної освіти (нім. Bundeszentrale fur politische Bildung). Як вище вже зазначалося, воно було створено в 1952 році і є центральною федеральною установою (zentrale Bundesbehorde) у структурі міністерства внутрішніх справ.
Перед вказаним відомством було поставлено завдання розвивати демократичну свідомість населення та поширювати в суспільстві знання про функціонування демократичних інституцій. Ця служба повинна була виступити перешкодою на шляху зростання націоналістичних реваншистських політичних ідей, допомогти громадянину посттоталітарної держави безболісно адаптуватися до системи децентралізованого прийняття рішень в економіці та в політичній сфері. З 1963 року центральний орган цієї системи отримав назву Федеральний комітет політичної освіти.
Сьогодні це федеральне відомство має підрозділи на земельному рівні (нім. Landeszentrale fur politische Bildung), що проводять масштабну виховну роботу з пропаганди демократичних і ліберальних цінностей, з пропаганди ідейних основ сучасної німецької держави.
Воно видає щотижневу газету «Das Parlament», що інформує на своїх сторінках про діяльність бундестагу і бундесрату, розповідає про парламентське життя Німеччини, політичні події в інших країнах. Тут друкуються рецензії на історичні дослідження, на роботи із соціології і політології. У додатку до цієї газети «Aus Politik und Zeitgeschichte» публікуються дослідження і робляться огляди актуальних суспільно-політичні проблем, обговорюються спірні історичні теми, позначаються найближчі перспективи і робляться довгострокові прогнози розвитку подій.

### Коло католицьких соціальних освітніх центрів
ККСОЦ є федеральним об'єднанням провідників політичної освіти, які організовують свою роботу на засадах католицької соціальної етики. До його складу входять академії, будинки освіти, освітні спілки та об'єднання, ККСОЦ є спеціалізованою католицькою організацією для проведення політичної освіти серед молоді та дорослих. На федеральному рівні Коло співпрацює з іншими провідниками політичної освіти та з організаціями католицької церкви. ККСОЦ виконує роль центральної організації у співпраці між освітніми закладами та державними органами, що надають фінансування.